# Gertrude Mary Cox
Gertrude Mary Cox (ur. 13 stycznia 1900 w Dayton, zm. 17 października 1978 w Durham) – amerykańska statystyk. 
Pełniła funkcję przewodniczącej American Statistical Association oraz była pierwszą kobietą wybraną do International Statistical Institute. Założyła Biometric Society. 

## Ważniejsze prace
- Experimental Design (1950, wspólnie z Williamem G. Cochranem)